# Fernando Arce
Fernando Enrique Arce Ruiz (Tijuana, Baja California, México, 24 de abril de 1980) es un exfutbolista, entrenador y directivo mexicano; jugó en la posición de centrocampista y su último equipo fue Dorados de Sinaloa. 
Actualmente se desmpeña como Director deportivo de los Xoloitzcuintles de Tijuana.
Es padre de los futbolistas Fernando Arce Juárez (Club Necaxa) y Diego Arce Juárez (Club Tijuana).

## Trayectoria

### Futbolista
Después de disputar el Campeonato Sub-17 de la Concacaf de 1996 y obtener el título, así como el campeonato de goleo, se integró a las fuerzas básicas del Club América. 
Luego de participar en la Copa Mundial de Fútbol Sub-17 de 1997, Jorge Solari, director técnico de las Águilas, incorporó a Víctor Santibañez (también mundialista) y a Fernando Arce al primer equipo; aunque llegó a estar en la banca de suplentes en partidos de Liga y Copa Libertadores, no fue considerado para ingresar al terreno de juego.
De cara a la Temporada 2000-2001 y junto a otros elementos del América (Isaac Terrazas y Marcelo de Faria), fue cedido a los Freseros del Irapuato, equipo recién ascendido.

#### Irapuato
Debutó en la Primera División de México el 28 de marzo de 2001, enfrentando a Club Santos Laguna en el Estadio Sergio León Chávez, en partido correspondiente a la Jornada 13 del Verano 2001; el partido finalizó 1-4 a favor del cuadro lagunero. Juan Alvarado Marín era el entrenador de Irapuato.

#### Veracruz
Al concluir el Invierno 2001, Grupo Pegaso tomó la decisión de trasladar la franquicia de los Freseros a Veracruz, para traer de vuelta a los Tiburones Rojos de Veracruz al Máximo Circuito y con ello la mayoría del plantel llegó al puerto jarocho en miras de disputar el torneo Verano 2002.
Con los Tiburones Rojos encontró regularidad y comenzó a ser considerado como uno de los mejores prospectos del fútbol mexicano. 

#### Atlante
En el Apertura 2003 pasó al Atlante.

#### Morelia
Fue fichado por Morelia en vísperas del Apertura 2004.

#### Santos Laguna
Llegó al Club Santos Laguna en el Clausura 2008; en ese mismo certamen se coronó Campeón de Liga.

#### Tijuana
En el Apertura 2011 fichó por el recién ascendido Club Tijuana.
Obtuvo el título del Apertura 2012, el primero en la historia del club en Primera División, después de derrotar por marcador global de 4-1 a los Diablos Rojos del Toluca. 
En un partido amistoso contra el Club América, el 28 de diciembre de 2013, ocurrió un hecho curioso y es que Fernando Arce Ruiz, salió de cambio por su hijo Fernando Arce Juárez. 

#### C.D. Guadalajara
Militó con las Chivas Rayadas del Guadalajara en la Temporada 2014-2015.

#### Dorados de Sinaloa
Su última Temporada (2015-2016) como profesional la vivió con Dorados de Sinaloa.
El 9 de julio de 2016, anunció su retiro del futbol profesional.

## Clubes

### Futbolista
| Club               | País   | Año           |
| ------------------ | ------ | ------------- |
| Club América       | México | 1997-1999     |
| Irapuato           | México | 2000-2001     |
| Veracruz           | México | 2002-2003     |
| Atlante            | México | 2003-2004     |
| Morelia            | México | 2004-2007     |
| Morelia A (Cárnet) | México | Apertura 2006 |
| Club Santos Laguna | México | 2008-2011     |
| Club Tijuana       | México | 2011-2014     |
| Guadalajara        | México | 2014-2015     |
| Dorados de Sinaloa | México | 2015-2016     |

#### Partidos y goles
| Competencia                   | Partidos | Goles |
| ----------------------------- | -------- | ----- |
| Primera División de México    | 515      | 63    |
| Liga de Campeones de CONCACAF | 14       | 0     |
| Copa México                   | 10       | 0     |
| Copa Libertadores 2013        | 8        | 1     |
| SuperLiga                     | 7        | 0     |
| InterLiga                     | 5        | 1     |
| Primera División 'A'          | 1        | 0     |
| Total                         | 560      | 65    |

## Selección nacional

### Sub-17
Asistió al Campeonato Sub-17 de la Concacaf de 1996 en Trinidad y Tobago, en donde México se proclamó Campeón y obtuvo uno de los tres boletos al Mundial de la especialidad.
Fue convocado por Jesús del Muro para acudir a la Copa Mundial de Fútbol Sub-17 de 1997 en Egipto. Dentro del torneo, jugó los 3 partidos que sostuvo el representativo nacional y le marcó un gol a España.
| Mundial | Sede   | Resultado      | Partidos | Goles |
| ------- | ------ | -------------- | -------- | ----- |
| Sub-17  | Egipto | Fase de grupos | 3        | 1     |

### Absoluta
Debutó con el Tricolor el 4 de febrero de 2003, en un juego amistoso ante Argentina, en Los Angeles Memorial Coliseum, en Estados Unidos; el partido finalizó 0-1 a favor de los sudamericanos. Este encuentro significó la presentación de Ricardo La Volpe al frente de la selección nacional. 
Formó parte de los planteles que acudieron a la Copa de Oro de la Concacaf 2007 y Copa América 2007, obteniendo el segundo y tercer sitio, respectivamente.
Arce disputó 46 partidos; el último que jugó fue ante Panamá, el 11 de octubre de 2011, en un encuentro de la cuarta ronda de la Clasificación de Concacaf para la Copa Mundial de Fútbol de 2014 llevado a cabo en el Estadio Azteca (Coyoacán, Ciudad de México); México ganó 2-1 y Arce ingresó al minuto 76 por Giovani Dos Santos. 
Estuvo disponible para la siguiente fecha (15 de octubre de 2013) ante Costa Rica en el Estadio Ricardo Saprissa (San José, Costa Rica), pero permaneció en la banca. 
|                    | PJ | Minutos | Goles | Asistencias | Periodo   |
| ------------------ | -- | ------- | ----- | ----------- | --------- |
| Selección Mexicana | 46 | 2,574   | 7     | 2           | 2003-2013 |

#### Goles
| Fecha                    | Rival     | Gol | Resultado | Competencia  |
| ------------------------ | --------- | --- | --------- | ------------ |
| 28 de febrero del 2007   | Venezuela |     | 3-1       | Amistoso     |
| 8 de julio del 2007      | Paraguay  |     | 6-0       | Copa América |
| 8 de junio del 2008      | Perú      |     | 4-0       | Amistoso     |
| 21 de junio del 2008     | Belice    |     | 7-0       | Eliminatoria |
| 6 de septiembre del 2008 | Jamaica   |     | 3-0       | Eliminatoria |

#### Participaciones en selección nacional
| Certamen                         | Sede              | Resultado      | Año  |
| -------------------------------- | ----------------- | -------------- | ---- |
| Campeonato Sub-17 de la Concacaf | Trinidad y Tobago | Campeón        | 1996 |
| Copa Mundial de Fútbol Sub-17    | Egipto            | Fase de grupos | 1997 |
| Copa de Oro                      | Estados Unidos    | Subcampeón     | 2007 |
| Copa América                     | Venezuela         | Tercer lugar   | 2007 |

## Palmarés

### Campeonatos nacionales
| Categoría                  | Título        | Club               | País   |
| -------------------------- | ------------- | ------------------ | ------ |
| Primera División de México | Clausura 2008 | Club Santos Laguna | México |
| Primera División de México | Apertura 2012 | Club Tijuana       | México |

### Campeonato internacional
| Categoría | Título                                   | Club               | Sede              |
| --------- | ---------------------------------------- | ------------------ | ----------------- |
| Sub-17    | Campeonato Sub-17 de la Concacaf de 1996 | Selección Mexicana | Trinidad y Tobago |